# Nalim-Rassocha
Die Nalim-Rassocha (russisch Налим-Рассоха) ist der 221 km lange rechte Quellfluss der Rassocha, ein Nebenfluss des Popigai, in der russischen Region Krasnojarsk im nördlichen Sibirien.

## Verlauf
Die Nalim-Rassocha hat ihr Quellgebiet auf dem Anabarplateau, das Teil des Mittelsibirischen Berglands ist, auf einer Höhe von etwa 700 m. Sie fließt in überwiegend nördlicher Richtung durch das Hochland und trifft schließlich auf die Kjungkjui-Rassocha, die weiter westlich verläuft, und vereinigt sich mit dieser zur Rassocha. Das etwa 3720 km² große Einzugsgebiet ist unbewohnt. Zwischen Ende September und Anfang Juni sind die Flüsse der Region gewöhnlich eisbedeckt.